# Il commissario e il silenzio
Il commissario e il silenzio (titolo originale Kommissarien och tystnaden) è un romanzo giallo dello scrittore svedese Håkan Nesser pubblicato in Svezia nel 1997.
È il quinto libro della serie che ha per protagonista il commissario Van Veeteren.
La prima edizione del romanzo è stata pubblicata nell'anno 2004 da Guanda.

## Trama
Dopo più di trent'anni di servizio, il commissario Van Veeteren, oramai stanco e disilluso, inizia a pensare ad andare in pensione e realizzare il suo sogno, aprire un piccolo negozio di libreria antiquaria. Nel frattempo riceve una telefonata anonima in cui una donna segnala la sparizione di una ragazza da una colonia estiva che pare essere gestita da una setta religiosa, la Setta della Vita Pura, gestita da un capo spirituale dalla cattiva reputazione. A seguito del ritrovamento di un cadavere inizieranno così le indagini da parte del commissario, indagini che sconvolgeranno la tranquillità della piccola cittadina di Sorbinowo.

## Edizioni
- Håkan Nesser, Il commissario e il silenzio, traduzione di Carmen Giorgetti Cima, Guanda, 2004. ISBN 88-8246-745-7.
- Håkan Nesser, Il commissario e il silenzio, traduzione di Carmen Giorgetti Cima, TEA, 2006. ISBN 978-88-502-1093-0.
- Håkan Nesser, Il commissario e il silenzio, traduzione di Carmen Giorgetti Cima, SuperPocket, 2007. ISBN 978-88-462-0863-7
- Håkan Nesser, Il commissario e il silenzio, traduzione di Carmen Giorgetti Cima, TEA, 2014. ISBN 978-88-502-3230-7